# Anne-Lee Edwardzon
Anne-Lee Edwardzon (12 aprile 1963) è un'ex cestista svedese.

## Carriera
Con la Svezia ha disputato due edizioni dei Campionati europei (1983, 1987).